# 紧急警报系统
紧急警报系统（Emergency Alert System ，缩写：EAS）是美国的一套警报系统，正式启用于1997年1月，取代了原用以代替电磁发射管制系统的紧急广播系统 （Emergency Broadcast System）。除了提醒公众当地天气突发事件，如龙卷风和山洪，官方的目的是为了能让美国总统在10分钟内与全国通话。在2011年11月9日14时（东部标准时间），进行了全国性质的EAS测试，但是全国的EAS从未被正式激活过。
EAS由联邦紧急事務管理署（FEMA），美国联邦通信委员会（FCC），以及美国国家气象局（NOAA/NWS）共同协调。EAS规定和标准均受美国联邦通信委员会下属的公共安全和国土安全局管理。每个州份和一些領地有自己的EAS计划。EAS已经成为综合公共警报和预警系统（IPAWS）的一部分，全称为，同样作为聯邦緊急事務管理署程序的一部分（FEMA）。

## 在大众文化中
在2009年的游戏《決勝時刻：現代戰爭2》，在俄罗斯入侵美国时，载入画面视频出现了简易的紧急警报系统的警告。一则消息在畫面上滚动，给马里兰州乔治王子县的居民的疏散指示。奇怪的是，滚动的消息说，“紧急广播系统”时的语气实际上是EAS音。此外，相同的基调是一个每周一次的测试。
在2009年的科幻电影《末日預言》，当戴安娜拉在加油站店加油时，后方的电视显示的是一个24小时新闻播报，突然发出了“紧急警报系统”提示音，并提示警报消息“这里是紧急广播！”、“这不是一个测试！”。该消息再次重复时，你会看到一个虚构的总统内阁的写照，并提醒公众即将发生的太阳耀斑。
在2013年的科幻电影《地球末日戰》，紧急系统被新泽西州警察利用。紧急警报系统指导居民寻求庇护，并准备足够一个星期的食物。同样，在电影结束时使用EAS格式的滚动跑马灯警告观众不要把自己的手机落在电影院。
同样在2013年的科幻电影《人类清除计划》，“紧急广播系统”（EBS）[Sic] 用来告知民众，清洗将开始并持续12小时。在预告片中也提到了预警系统。制片方使用EBS来代替EAS，可能是为了避免法律后果。